# Suore agostiniane di Meaux
Le suore agostiniane di Meaux (in francese Sœurs Augustines de Meaux) sono un istituto religioso femminile di diritto pontificio.

## Storia
La congregazione sorse all'interno del Grand Hôtel-Dieu di Meaux, fondato nell'VIII secolo: i primi documenti che attestano l'esistenza all'interno di questo ospedale di una fraternità di infermiere sotto la regola di sant'Agostino risalgono al 1244.
Tale comunità continuò la sua attività anche durante la Rivoluzione francese (la sua opera venne tollerata perché riconosciuta di pubblica utilità) e venne approvata civilmente da Napoleone Bonaparte il 14 dicembre 1810 come congregazione ospedaliera.
Le agostiniane di Meaux ottennero il riconoscimento di istituto di diritto pontificio il 28 marzo 1904 e vennero aggregate all'Ordine di Sant'Agostino il 10 giugno 1962.

## Attività e diffusione
Le suore si dedicano all'assistenza ospedaliera agli ammalati e all'istruzione della gioventù.
Sono presenti in Francia, Inghilterra e Belgio; la sede generalizia è a Meaux.
Alla fine del 2008, la congregazione contava 42 religiose in 5 case.